# Anselmo Zoilo Duca
Anselmo Zoilo Duca (General Rodríguez, 10 de mayo de 1899 - Buenos Aires, 1 de octubre de 1975) fue un farmacéutico y político argentino, que se desempeñó como gobernador de la provincia del Chaco entre 1958 y 1962.

## Biografía
Estudió en la Facultad de Farmacia y Bioquímica de la Universidad de Buenos Aires, recibiéndose de farmacéutico. De joven se radicó en Charata, en el Territorio Nacional del Chaco en 1924.
Tuvo una importante actuación en su pueblo, como afiliado y dirigente de la Unión Cívica Radical, ocupando el cargo de concejal en 1928. Representó a las localidades de Villa Ángela, Charata y General Pinedo en el Primer Congreso de Municipalidades de los Territorios Nacionales, celebrado en 1933. Seis años más tarde se instaló en la ciudad de Presidencia Roque Sáenz Peña.
Actuó en el radicalismo en la época de Juan Domingo Perón y fue presidente de la Convención Nacional de la Unión Cívica Radical Intransigente. Fue miembro de la Convención Nacional Constituyente de 1957.
Fue candidato a gobernador en 1958, asumiendo el 1 de mayo de ese año. Su gestión estuvo marcada por la ambición de hacer obras públicas; pavimentó centenares de kilómetros de rutas, dragó el río Tapenagá, inició la construcción del Aeropuerto de Resistencia, instaló una nueva usina eléctrica en Barranqueras, facilitó el transporte automotor urbano y suburbano, inició los estudios que llevarían a la construcción del Puente General Belgrano hacia la ciudad de Corrientes. También inició la explotación de la cantera de Las Piedritas en 1961.
Fundó el Banco del Chaco y de la empresa de navegación aérea Aerochaco. Construyó treinta y siete  escuelas, veintisiete comisarías, veintitrés hospitales, catorce edificios municipales y trece salas de primeros auxilios. Más allá de esa notable obra pública, su imagen quedó asociada a la construcción y pavimentación de caminos para su provincia.
Tras las elecciones de 1962, en las que en la provincia del Chaco triunfó el peronismo, la provincia fue objeto de una intervención federal, que no obstó para el derrocamiento del presidente Arturo Frondizi y su reemplazo por una dictadura.
Duca fue durante mucho tiempo un importante dirigente del Movimiento de Integración y Desarrollo en el Chaco. En 1975 fue nombrado miembro del Directorio de Lotería Chaqueña.
Falleció en Buenos Aires en octubre de 1975.